# Оброчная подать
Оброчная подать — налог, существовавший под этим названием, возник в 1723 году в качестве добавочного подушного сбора с однодворцев и имел целью уравнять платежи последних с платежами дворцовых и вотчинных крестьян, плативших, кроме подушной подати, ещё оброк своим владельцам. Определённый в размере четырёх гривен с души, независимо от количества и качества земельных угодий, сбор этот, предназначавшийся на содержание гусарских полков, был увеличен в 1746 г. до рубля с души, а в 1761 г. — до 2 рублей.